# Al-Kauthar
Al-Kauthar (arabisch الكوثر, DMG al-Kauṯar ‚Die Fülle‘) ist die 108. Sure des Korans. Mit nur drei Versen ist sie die kürzeste Koransure. Die Sure gehört zu den frühen Teilen des Korans, die in Mekka offenbart wurden. Nach Ibn Ishaq geschah die Offenbarung dieser Sure kurz vor der Himmelfahrt Mohammeds.

## Text und Übersetzung
إِنَّآ أَعْطَيْنَٰكَ ٱلْكَوْثَرَ

فَصَلِّ لِرَبِّكَ وَٱنْحَرْ

إِنَّ شَانِئَكَ هُوَ ٱلْأَبْتَرُ
ʾinnā ʾaʿṭaynāka l-kawṯar

fa-ṣalli li-rabbika wa-nḥar

ʾinnā šāniʾaka huwa l-ʾabtar
Die Übersetzungen von Friedrich Rückert und Rudi Paret unterscheiden sich vor allem im dritten Vers deutlich:
Friedrich Rückert (1888):
1. Wir haben dir die Fülle gegeben.

2. So bete zu deinem Herrn und schächte (Opfertiere).

3. Der dich haßt, der soll ohne Anhang sein
Rudi Paret (1966):
1. Wir haben dir die Fülle gegeben.

2 Bete darum zu deinem Herrn und opfere!

3. (Ja) dein Hasser ist es, der gestutzt (oder: schwanzlos, d. h. ohne Anhang(?) oder ohne Nachkommen?) ist. (Oder (als Verwünschung): Wer dich haßt, soll gestutzt bzw. schwanzlos sein!)
Während Rückert versucht sowohl Bedeutung als auch Klang des Originals nachzubilden, versucht Paret eine Brücke zwischen der wörtlichen Bedeutung des Wortes "ٱلْأَبْتَرُ" ("amputiert", "abgetrennt") und der Bedeutung ("ohne Anhang", "ohne Gefolgschaft") zu schlagen, indem er ein Tier ohne Schwanz mit einem Führer ohne Anhängern vergleicht.

## Bedeutung
Kauthar, nach dem die Sure benannt ist, erscheint im ersten Vers als letztes Wort und ist ein Hapax legomenon. Insgesamt erscheint das Wort nur ein einziges Mal im Quran. Es wird in den meisten Koranübersetzungen, darunter auch von Rudi Paret, mit „Fülle“ übersetzt. In der Koranexegese wird diese Fülle auf einen Fluss im Paradies bezogen, zu dem die gläubigen Muslime am Tag des Jüngsten Gerichts geführt werden. Mit der Fülle sind aber auch nach der muslimischen Tradition alle göttlichen Gaben gemeint, insbesondere die Offenbarungen, aus denen der Koran besteht. Die Verwünschung im dritten Vers richtet sich nach muslimischen Kommentatoren an verschiedene Männer, die beim Tode von Abdallah, einem Sohn von Mohammed und Chadidscha, den Propheten verhöhnten und sagten, er sei nun ohne Anhang.

„(Ja) dein Hasser ist es, der gestutzt (oder: schwanzlos, d. h. ohne Anhang (?) oder ohne Nachkommen?) ist. (Oder (als Verwünschung): Wer dich haßt, soll gestutzt bzw. schwanzlos sein!)“